# 徐妍玮
徐妍玮（1984年6月14日—），上海人，中国女子游泳运动员。
2004年雅典奥运会、2008年北京奥运会中国体育代表团成员。主攻短距离自由泳。
2002年世界杯短池游泳系列赛，徐妍玮获得柏林站女子50米自由泳冠军、100米个人混合泳第3名。 
徐妍玮参加了2004年雅典奥运会，在女子4×200米自由泳接力比赛中和朱颖文、杨雨、庞佳颖合作夺得银牌。
2002年釜山亚运会徐妍玮夺得五枚金牌，包括女子50米、100米、4×100米自由泳、4×200米自由泳和4×100米混合泳。
2006年多哈亚运会徐妍玮夺得三枚金牌，包括女子50米、100米、4×100米自由泳，还夺得两枚银牌，分别是50米蝶泳和100米蝶泳。
2008年北京奥运会，徐妍玮参加了女子4×100米自由泳接力和100米蝶泳的角逐，但未获任何奖牌。
北京奥运会后，徐妍玮结束了运动员生涯，随后在上海读体育研究生。

## 运动经历
- 1998年 上海体育运动技术学院 教练房海蛟、徐惠琴
- 2000年 国家队 教练徐惠琴

## 主要成绩
- 2000年 全国游泳冠军赛
  - 50米、100米自由泳、4×100米、4×200米自由泳接力、4×100米混合泳接力 第一名
  - 200米自由泳 第二名
- 2001年 全国运动会
  - 50米、100米自由泳、4×100米、4×200米自由泳接力 第一名
- 2002年 世界杯短池游泳系列赛柏林站
  - 50米自由泳 第一名，100米混合泳 第三名
- 2002年 短池游泳世锦赛
  - 4×200米自由泳接力 第一名
  - 100米、200米自由泳、4×100混合泳 第三名
- 2002年 全国游泳冠军赛
  - 50米、100米、200米自由泳、100米蝶泳、4×100、4×200米自由泳接力、4×100米混合泳接力 第一名
- 2002年 亚洲运动会
  - 50米、100米自由泳、4×100米、4×200米自由泳、4×100米混合泳接力 第一名
  - 200米自由泳 第二名
- 2003年 全国游泳锦标赛 100米蝶泳 第一名
- 2003年 全国游泳冠军赛
  - 50、100米自由泳、100米蝶泳、4×100、4×200米自由泳接力 第一名
- 2003年 世界大学生运动会
  - 100米自由泳 第二名
  - 4×200米自由泳、4×100米混合泳接力 第一名
- 2004年 全国游泳冠军赛
  - 100米自由泳、4×100、4×200米自由泳接力、 4×100米混合泳接力 第一名
  - 200米自由泳 第二名
- 2004年 奥林匹克运动会 4×200米自由泳接力 第二名
- 2006年 世界短池游泳锦标赛
  - 4×200自由泳接力 第二名，4×100米混合泳接力第三名

## 主要记录
- 世界纪录 7:46.30 2002年世界短池锦标赛 4×200米自由泳接力
- 亚洲纪录 4:00.21 2002年亚洲运动会 4×100米混合泳接力